# 郭文焕 (1900年)
郭文焕（1900年—1941年2月2日），原名郭培文，化名郭克、李宣南等，福建福安人，中国共产党早期人物。
郭文焕早年学习电工，1922年在福安第一家火力发电厂开办时自荐为技师，使县城首次有了电灯。1927年与自北京回乡的青年接触，1929年加入中国共产党。1930年起在中共福安县委任职，1932年成为福安中心县委委员。
福安县委遭国民政府剿灭后，郭文焕于1936年成立斗争委员会的基础上，在次年9月重建中共福安县委。双十二事变后参加与国军保安队的谈判，将一部分地下党员救出，并达成与国民党的停战协议。
1938年2月闽东独立师改编为新四军北上抗日，郭文焕则留在福建，却被国军保安二旅旅长黄苏带兵袭击逮捕，时任中共闽东特委书记、新四军后方留守处处长的范式人与福建省政府主席陈仪交涉后才获释，范式人到福州工作后，郭文焕以副书记的身份主持闽东特委工作并被选为中共福建省委委员，9月正式担任闽东特委书记。
1939年9月，郭文焕和特委委员陈斯克、郭树干赴周墩横坑村开会时被国军保安队逮捕，关押于三元梅列集中营，1940年2月因重刑染疾去世。